# جیا لیسا
یولیا چیرکوا (به روسی: Юлия Чиркова) شناخته‌شده با نام جیا لیسا (به انگلیسی: Jia Lissa، به روسی: Джиа Лисса) یک بازیگر پورنوگرافی و مدل عکاسی اروتیک روسی است. جیا لیسا برنده‌ی جوایز متعددی در زمینه پورنوگرافی شده‌است که میتوان از جایزه ایکس‌بیز در دسته بهترین بازیگر زن سال ۲۰۲۰ اروپا اشاره کرد.

## حرفه
لیسا متولد ایژوسک است ولی برای جستجوی کار به مسکو نقل‌مکان کرده‌بود. در سال ۲۰۱۳ و بلافاصله پس از تولد هجده سالگی لیسا شروع به اجرای آماتور به روی وبکم کرد.
لیسا در سال ۲۰۱۷ و در سن ۲۱ سالگی کار خود را به‌عنوان بازیگر حرفه‌ای پورنوگرافی با انجام صحنه‌های خودارضایی آغاز کرد. در شروع لیسا فقط در صحنه‌های لزبین و خودارضایی نقش‌آفرینی می‌کرد ولی سال بعد با یک قرارداد انحصاری به شرکت ویکسن پیوست و شروع به بازی کردن درکنار مردان کرد.
در سال ۲۰۲۰ لیسا با نامزد شدن در دسته بهترین هنرمند نوظهور خارجی جایزه ای‌وی‌ان به شهرت رسید. جیا لیسا و لیا سیلور در ژوئیه ۲۰۲۲ به‌عنوان فرشتگان ویکسن انتخاب شدند. در آگوست ۲۰۲۲ جیا لیسا برای چهارمین بار برنده‌ی جایزه ایکس‌بیز اروپا در دسته بهترین صحنه سکس شد. 